# Екатерина Павловна
Екатерина Павловна (10 май 1788 – 9 януари 1819) е велика руска княгиня и кралица на Вюртемберг. Тя е четвъртата дъщеря на руския император Павел I и София-Доротея Вюртембергска, а по-късно и съпруга на крал Вилхелм I фон Вюртемберг.

## Биография
Родена е на 10 май 1788 г. в Царское село. Княгинята има щастливо детство и получава най-доброто образование под строгия контрол на майка си. Екатерина Павловна е изключително близка с братята и сестрите си и особено с най-големия от тях, Александър, с когото поддържа близки отношения през целия си живот. Говорило се е, че тя е любимата сестра на цар Александър и е от малкото хора, които той обича безрезервно. Освен това Екатерина е любимата дъщеря на майка си.
След като Наполеон Бонапарт се развежда с първата си съпруга, Жозефина, френският император съобщава на Александър желанието си да се ожени за Екатерина, с което да привлече Русия на своя страна. Семейството на Екатерина е ужасено от мисълта – една велика руска княгиня да се омъжи за корсикански селянин, било то и императора на Франция. Поради това майка ѝ, Мария Фьодоровна, побързва да уреди годеж между Екатерина и херцог Георг фон Олденбург.
Красива и жизнерадостна, Екатерина се омъжва на 3 август 1809 г. за първия си братовчед, херцог Георг фон Олденбург (1784 – 1812). Въпреки че годежът ѝ е уреден, Екатерина остава вярна на съпруга си, за когото се грижи до 1812, когато Георг умира от тиф. Овдовялата Екатерина придружава брат си в Лондон и на Виенския конгрес. В Лондон тя се запознава с принц Вилхелм Вюртембергски. Между двамата пламва любов от пръв поглед. Вилхелм, който тогава е женен за принцеса Каролина от Бавария, се решава на сериозна крачка и се развежда през 1814 г. През 1816 г. Екатерина и Вилхелм се женят в Петербург. Когато съпругът ѝ наследява престола във Вюртемберг, Екатерина, сега кралица на Вюртемберг, започва да се занима с активна благотворителна дейност в новата си родина.
Екатерина Павловна умира на 9 януари 1819 от червен вятър, съчетан с пневмония. Погребана е в мавзолея в Ротенберг.

## Деца
Екатерина има две деца от Георг фон Олденбург:
- Петер Георг Павел Александър (1810 – 1829)
- Константин Фридрих Петер (1812 – 1881)

От брака на Екатерина Павловна с Вилхелм Вюртембергски се раждат:
- Мария Фридерика Шарлота (1816 – 1887)
- София Фридерика Матилда (1818 – 1877) – кралица на Нидерландия